# Enrique Bañuelos de Castro
Enrique Bañuelos de Castro (Sagunt, 14 de febrer de 1966) és un empresari valencià. Bañuelos se situava entre les persones més riques d'Espanya segons la revista Forbes. El 2008 es va calcular que era la 95a persona més rica del món. Es feu conèixer a Catalunya el setembre de 2012 arran del projecte anomenat Barcelona World.

## Biografia
Enrique Bañuelos va nàixer el 1966 al si d'una família modesta de Sagunt. Tenia 9 anys quan el seu pare va morir a conseqüència d'un accident de feina i l'empresa siderúrgica on treballava aleshores es feu càrrec dels estudis de l'infant. Més endavant Enrique va estudiar Dret i Administració d'Empreses. Quan tenia 16 anys amb tres companys va crear la seva primera empresa Miel de Luna, especialitzada en distribució de mel i productes derivats i tres anys més tard s'atacà al mercat immobiliari en el qual adquirí gran fortuna i notorietat.
Després de la fallida que suposà l'esclat de la bombolla immobiliària per a les seves activitats a Europa, Bañuelos hagué d'abandonar la direcció del grup Astroc i decidí aleshores d'implantar-se en el mercat brasiler. El 2008, amb l'ajuda del Crédit Suisse, va comprar diverses empreses immobiliàries que patien dificultats financeres com ara Agra, Abyara i Klabin Segall. Les va fusionar, formant així un nou grup, Agre. Amb tot l'aventura brasilera no fou exitosa sobretot després de comprar el 50% d'una empresa productora de soja i de cotó. Arran de la seva voluntat de fusió d'aquesta entitat amb d'altres conegué problemes amb els seus socis que no li van permetre de progressar de manera satisfactòria. Abandonà l'aventura brasilera al maig de 2012 per a centrar les seves activitats de nou a l'estat espanyol.
Actualment amb el seu grup Veremonte, fundat el 2008 i amb seu a Londres Bañuelos fou un dels impulsors inicials d'un projecte anomenat Barcelona World que s'ha de situar a la vora de Port Aventura i que es presentà com un substitut d'Eurovegas, un projecte de Sheldon Adelson. El projecte de Bañuelos compta amb el suport de la Generalitat de Catalunya i de La Caixa. Posteriorment Bañuelos es va desvincular d'aquest projecte.